# Шум, Алексей Панасович
Алексей (Олекса) Панасович Шум (укр. Олекса Шум) — украинский националистический деятель периода Второй Мировой войны, военачальник УПА, шеф штаба ВО «Туров».

## Биография
Алексей Шум родился 14 мая 1919 в с. Шайно (теперь Журавлиное) Старовиживского района на Волыни. Учился в Луцкой гимназии, служил в Польской армии. В 1938 году стал членом Организации украинских националистов, за что был заключен в польской тюрьме. После освобождения в 1939—1940 гг. проходил военную подготовку ОУН в Германии.
С началом Великой Отечественной войны работал в комендатуре Украинской вспомогательной полиции в селе Деревок. В течение 1941—1943 гг. был организационным референтом Ковельского окружного провода ОУН. В начале апреля 1943 именно он организовал переход к УПА всей украинской милиции Ковеля. При отходе из города под руководством Шума повстанцы освободили заключенных из тюрьмы и невольников из лагеря пленных. Ряд полицаев-дезертиров в мае составили костяк сотни УПА «Стохид». Шум — основатель подстаршинской школы УПА Военного округа «Туров» в УПА-Север.
По версии ряда украинских националистических историков именно подразделение Шума несёт ответственность за гибель начальника штаба СА — Виктора Лютце (по официальной версии властей Германии Лютце погиб с семьёй в автокатастрофе в Потсдаме). Об этом эпизоде вскользь упоминалось в ряде работ (Олег Мартович, 1950; «Украинская повстанческая армия 1942—1952» Петра Мирчука; раздел про УПА у Льва Шанковского, Канада). Историк Юрий Тыс-Крохмалюк в книге «Вооруженная борьба УПА на Украине», изданной в 1972 году в Нью-Йорке Ассоциацией ветеранов УПА (один из наиболее значимых источников информации об УПА среди ряда западных историков, и прежде всего историков украинской диаспоры в Канаде), положил начало серии заявлений об убийстве Лютце. В одной из глав своей книги, где была и детальная карта, Тыс-Крохмалюк отметил, что Лютце «назначается» начальником СД в штабе Эриха Коха, «тщательно изучившим методы по уничтожению украинцев, введённые при Никите Хрущёве». По тексту, операцией и руководил Алексей Шум, выполнявший указание штаба УПА-Север; Лютце двигался в составе колонны из более 30 бронированных машин с ещё большим числом элитной охраны на мотоциклах и бронетранспортёрах. По утверждению того же автора, Вовчак со своими людьми организовал засаду за местечком Клевань у высоты 224 и уничтожил колонну, не понеся никаких потерь (жертвами нападения должны были стать и множество высокопоставленных чинов из СД и вермахта).
7-9 сентября 1943 Вовчак руководил трехдневным боем с немцами и польской вспомогательной полицией под селом Радовичи Ковельского района. Это был один из самых известных боев УПА на Волыни. В бою участвовали более 1000 повстанцев, и около 2000 нацистов и их польских пособников.
Началось всё с того, что его отряд напал на село Засмыки и начал уничтожать польское население. Немецкая военная часть, расквартированная в Ковеле, в рамках антипартизанских акций направлялась совершать карательные операции против УПА, и наткнулась на подразделение Вовчака, тем самым «спасла» село. Считается, что в бою с группой Вовчака немцы имели много раненых, потеряли 208 убитых. Повстанцы в бою повредили и вражеский бронепоезд. Со стороны УПА в бою под Радовичах погибли 16 бойцов. Напуганные поражением нацисты, боясь штурма УПА железнодорожного узла Ковель, ввели в городе военное положение. Ветеран польского подполья Винсент Романовский утверждает, что в этом бою немцы потеряли лишь 26 своих солдат. Однако указывает на то, что повстанцы надругались на трупами убитых. Убитые немцы были торжественно похоронены на Ковельском кладбище. Украинский советский историк Виталий Масловский утверждал, что он, лично, будучи восьмилетним ребёнком слышал звуки этого боя и лично видел бронепоезд, обстреливающий повстанцев, поскольку сам находился вблизи железнодорожной станции Люблинец. Немцы, как считает Масловский, приняли отряд УПА за советских партизан, которых в то время в районе тоже было немало. Бой разгорелся. На помощь из Ковеля вскоре пришла новая группа немцев силами батальона с бронепоездом. Уповцы отступили, их позицию заняли гитлеровцы, а бронепоезд из всех орудий открыл огонь и случайно задел своих. Впоследствии немцы ошибку выяснили, покинули позицию и вернулись в Ковель. На следующий день немцы в бой не вступали, а подобрали трупы и вернулись.
В ноябре 1943 г. Шум возглавил Военный штаб УПА, а вскоре стал заместителем командира Северо-Западной военного округа Туров Рыжего (Юрия Стельмащука). Территория этого округа охватывала сегодняшнюю Волынскую область, а также нынешнию Брестскую область Белоруссии.
При переходе отделом УПА линии фронта на трассе Владимир-Волынский—Луцк Шум принял бой с немецким разведывательным подразделением вблизи с. Луковичи Иваничивского района, в котором погиб. Его похоронили в селе Жашковичи Иваничевского района на Волыни.